# 99. pehotni polk (Avstro-Ogrska)
Za druge 99. polke glejte 99. polk.
99. pehotni polk (izvirno nemško Infanterie-Regiment Nr. 99; dobesedno slovensko: Pehotni polk št. 99) je bil pehotni polk k.u.k. Heera.

## Poimenovanje
- Mährisches Infanterie Regiment Nr. 99
- Infanterie Regiment Nr. 99 (1915 - 1918)

## Zgodovina
Polk je bil ustanovljen leta 1883. 

### Prva svetovna vojna
Polkovna narodnostna sestava leta 1914 je bila sledeča: 60% Nemcev, 37% Čehov in 3% drugih. Naborni okraj polka je bil v Znaimu, pri čemer so bile polkovne enote garnizirane sledeče: Dunaj (štab, I., II. in IV. btl) in Znaim (III. bataljon).
V sklopu t. i. Conradovih reform leta 1918 (od junija naprej) je bilo znižano število polkovnih bataljonov na 3.

## Organizacija
1918 (po reformi)
- 2. bataljon
- 3. bataljon
- 4. bataljon

## Poveljniki polka
- 1908: Paul Kestřanek[5]
- 1914: Otto Herzmansky[1]